# Saarijärvi (sjö i Finland, Lappland, lat 66,53, long 29,37)
Saarijärvi är en sjö i Finland. Den ligger i kommunen Salla i landskapet Lappland, i den nordöstra delen av landet, 700 km norr om huvudstaden Helsingfors. Saarijärvi ligger 299,1 meter över havet. Arean är 1,34 kvadratkilometer och strandlinjen är 10,71 kilometer lång. Sjön  ingår i Koundaälvens huvudavrinningsområde. 